# Icemen 2019
Questa voce raccoglie le informazioni riguardanti l'Icemen nelle competizioni ufficiali della stagione 2019.

## Organigramma societario
Area direttiva
- Presidente: ?

Area tecnica
- Allenatore: ?

## Rosa
| N° | Nome               | Ruolo | Data di nascita   | Nazionalità sportiva |
| -- | ------------------ | ----- | ----------------- | -------------------- |
| 1  | Peter Jasaitis     | L     | 28 aprile 1991    | Stati Uniti          |
| 2  | Tim Falknor        | P     | 18 dicembre 1987  | Stati Uniti          |
| 3  | Avery Aylsworth    | L     | 18 ottobre 1996   | Stati Uniti          |
| 4  | Mark Jones         | S     | 12 settembre 1990 | Stati Uniti          |
| 6  | Piotr Dabrowski    | C     | 19 settembre 1990 | Stati Uniti          |
| 7  | Conor Eaton        | P     | 2 dicembre 1987   | Stati Uniti          |
| 8  | Andrij Djačkov     | S     | 28 aprile 1985    | Ucraina              |
| 9  | Daniel Starkey     | S     | 22 luglio 1993    | Stati Uniti          |
| 11 | Dave Hancock       | C     | 25 agosto 1995    | Stati Uniti          |
| 13 | Griffin Shields    | O     | 18 febbraio 1995  | Stati Uniti          |
| 14 | Kyle Overby        | S     | 11 luglio 1992    | Stati Uniti          |
| 16 | Scott Siwicki      | C     | 1º gennaio 1992   | Stati Uniti          |
| 17 | Grant Kocher       | S     | 4 aprile 1992     | Stati Uniti          |
| 18 | Brandon Poindexter | C     | 28 aprile 1990    | Stati Uniti          |
| 22 | Michael Bunting    | O     | 6 settembre 1989  | Stati Uniti          |

## Statistiche

### Statistiche di squadra
| Competizione | Punti | In casa | In casa | In casa | In trasferta | In trasferta | In trasferta | Totale | Totale | Totale |
| Competizione | Punti | G       | V       | P       | G            | V            | P            | G      | V      | P      |
| ------------ | ----- | ------- | ------- | ------- | ------------ | ------------ | ------------ | ------ | ------ | ------ |
| NVA          | 19    | 0       | 0       | 0       | 0            | 0            | 0            | 12     | 6      | 6      |
| Totale       | -     | 0       | 0       | 0       | 0            | 0            | 0            | 12     | 6      | 6      |

G = partite giocate; V = partite vinte; P = partite perse

### Statistiche dei giocatori
| Giocatore     | NVA | NVA | NVA | NVA | NVA | Totale | Totale | Totale | Totale | Totale |
| Giocatore     | P   | PT  | AV  | MV  | BV  | P      | PT     | AV     | MV     | BV     |
| ------------- | --- | --- | --- | --- | --- | ------ | ------ | ------ | ------ | ------ |
| A. Aylsworth  | 6   | 0   | 0   | 0   | 0   | 6      | 0      | 0      | 0      | 0      |
| M. Bunting    | 3   | 55  | 50  | 3   | 2   | 3      | 55     | 50     | 3      | 2      |
| P. Dabrowski  | 3   | 22  | 13  | 8   | 1   | 3      | 22     | 13     | 8      | 1      |
| A. Djačkov    | 2   | 35  | 30  | 3   | 2   | 2      | 35     | 30     | 3      | 2      |
| C. Eaton      | 1   | 1   | 1   | 0   | 0   | 1      | 1      | 1      | 0      | 0      |
| T. Falknor    | 9   | 22  | 10  | 9   | 3   | 9      | 22     | 10     | 9      | 3      |
| D. Hancock    | 6   | 59  | 37  | 20  | 2   | 6      | 59     | 37     | 20     | 2      |
| P. Jasaitis   | 6   | 0   | 0   | 0   | 0   | 6      | 0      | 0      | 0      | 0      |
| M. Jones      | 4   | 34  | 28  | 2   | 4   | 4      | 34     | 28     | 2      | 4      |
| G. Kocher     | 3   | 35  | 24  | 8   | 3   | 3      | 35     | 24     | 8      | 3      |
| K. Overby     | 4   | 47  | 42  | 2   | 3   | 4      | 47     | 42     | 2      | 3      |
| B. Poindexter | 5   | 38  | 19  | 17  | 2   | 5      | 38     | 19     | 17     | 2      |
| G. Shields    | 4   | 81  | 69  | 10  | 2   | 4      | 81     | 69     | 10     | 2      |
| S. Siwicki    | 5   | 47  | 34  | 8   | 5   | 5      | 47     | 34     | 8      | 5      |
| D. Starkey    | 9   | 105 | 83  | 4   | 18  | 9      | 105    | 83     | 4      | 18     |

P = presenze; PT = punti totali; AV = attacchi vincenti; MV = muri vincenti; BV = battute vincenti